# Método Lancaster
O método Lancaster, também conhecido como Ensino Mútuo ou Monitorial, teve como objetivo ensinar um maior número de alunos, usando poucos recursos, em pouco tempo e com qualidade. Foi criado por Joseph Lancaster, quaker inglês, influenciado pelo trabalho do pastor anglicano Andrew Bell. Contudo, Lancaster amparou seu método no ensino oral da repetição e memorização, pois acreditava que esta dinâmica inibia a preguiça, a ociosidade, e aumentava o desejo pela quietude. Nesta metodologia não se esperava que os alunos tivessem “originalidade ou elucubração intelectual” na atividade pedagógica, mas disciplinarização mental e física.

## Descrição
Diante do problema da falta de professores, e da necessidade de ensinar para a massa, a solução veio com o elemento monitor. Estes eram alunos mais adiantados que recebiam, separadamente, orientações de um único professor e depois repassavam para os demais, os mais jovens, em números de dez, os decúrias. Neste processo, um único professor era capaz de lecionar, ao mesmo tempo, para um grupo imenso de alunos. Por se tratar de um ensino para uma quantidade gigantesca de alunos, com objetivos voltados para formação e controle social, as aulas eram organizadas de forma a seguir uma ordem metodológica e espacial. Eram ministradas em um ambiente retangular, sem nenhum tipo de divisão, onde os alunos ficavam enfileirados, sentados um atrás do outro e a mesa do professor ficava em um ponto mais alto de onde podia visualizar todo o ambiente. Nenhum aluno poderia chegar-se a ele, somente os monitores, para receberem informações e repassarem aos demais. Para que todo o processo funcionasse, o procedimento de estímulo foi superior ao do castigo, instituindo uma nova forma de pensar a disciplina escolar.

## História

### O Método Lancaster no Brasil
Foi o primeiro método de ensino utilizado no Brasil, após o enfraquecimento do ensino jesuítico. O imperador D. Pedro I do Brasil, em 1823, declara em assembleia constituinte a iniciativa de uma escola de ensino mútuo “pela facilidade e precisão com que desenvolve o espírito e prepara para a aquisição de novas e mais transcendentes ideias”. (Moacyr, P., 1936, p 125). O método visava a extensão da educação, chegando a toda população, de ambos os sexos, principalmente das massas trabalhadoras, visando fundamentalmente a ordem social, sob os mesmos princípios do método de Joseph Lancaster.
Uma das primeiras escolas evidenciadas é criada em 25 de novembro de 1822, uma escola de primeiras letras no Arsenal do Exército, para atendimento dos operários. Em 1825, são criadas leis visando a implementação de escolas públicas de primeiras letras sob a regência do método lancasteriano nas diversas províncias do império. Foi implantado oficialmente pela Lei de 15 de outubro de 1827, que definia, em linhas gerais, as diretrizes do ensino geral.
Entre a década de 1840 e 1870, ocorreram discussões sobre a organização dos alunos e as formas de ensinar e muitas províncias passaram a misturar métodos com diversas tendências. Ao final do século XIX, com discussões voltadas ao processo pedagógico dos alunos, o método mútuo desapareceu da realidade educacional brasileira.